# Chupa porrazo
El chupa porrazo o caída de dos es una lucha tradicional y autóctona de México. Proviene, según la tradición del sistema de combate que formaba parte del entrenamiento militar de los antiguos guerreros zapotecas. Se practica en el estado de Oaxaca, particularmente en la zona del istmo de Tehuantepec.
Al comienzo del combate cada competidor agarra al contrario por la faja que lleva sujeta alrededor de la cintura. Esta forma de lucha implica el uso de la fuerza combinada con la astucia. Hay que desequilibrar al contrario, derribarlo y hacer que toque el suelo con la espalda. En ese momento finaliza el encuentro, durante el cual no se permite utilizar las piernas para derribar al adversario.
Este sistema se practica actualmente en ciertas comunidades indígenas y en la Ciudad de México. Siempre ha existido la teoría de que cada país tiene modalidades de lucha o artes marciales propias y éste es un ejemplo propio de México.